# Espionnage extérieur politique soviétique et russe

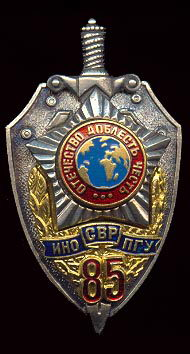
Le badge commémoratif : 85 ans INO de la Vé-Tché-Ka-Pé-Gué-Ou du KGB-SVR.

Le service de l’espionnage extérieur politique soviétique et russe existe administrativement depuis le printemps 1920 jusqu’à nos jours. Il se différencie de l’espionnage extérieur militaire qui est considéré comme service rival. L’espionnage extérieur politique soviétique et russe est profondément idéologique et extrêmement corporatiste, dont l’idéologie fondatrice est le tchéquisme bolchevik. Il rend un hommage particulier à Félix Dzerjinski – son père créateur et idéologue initial.

## Historique des noms et d’affiliations de l’espionnage politique soviétique et russe
Au cours de son existence le service de l’espionnage politique extérieur soviétique et russe a changé son nom et allégeance à plusieurs reprises,.

### Du printemps 1920 à février 1922
Selon le mythe des tchékistes, le 20 décembre 1920 a été créé le Département étranger (INO) de la Vé-Tché-Ka (du russe "Commission Panrusse Extraordinaire" celle-ci ayant été fondée en décembre 1917 pour lutter contre la résistance "bourgeoise" à la Révolution d’Octobre)  près le Soviet des commissaires du peuple (SNK) – gouvernement de la République socialiste fédérative soviétique de Russie (RSFSR).
Les opérations à caractère d'espionnage ont déjà été pratiquées par la Tchéka, mais la création officielle de l’INO a donné à l’espionnage politique au sein de la Vé-Tché-Ka de Félix Dzerjinski une existence administrative.
En vérité l’INO a été créé non pas le 20 décembre 1920, mais dès le printemps 1920, d’abord au sein du Département spécial de la Vé-Tché-Ka. En été 1920 il fonctionnait déjà, mais son travail était jugé insuffisant par le Politburo (décision du septembre 1920). Une réorganisation a commencé dès septembre. Une commission a été créée pour cela. Le 12 décembre 1920, Dzerjinski signe le premier ordre de réorganisation. C’est la date de son deuxième ordre no 169 du 20 décembre 1920 que les mythologues tchékistes ont retenu comme le jour de naissance de l’espionnage politique soviétique.
En décembre 1920, Iyakov Davtian est reconduit dans ses fonctions du chef de l’INO. En même temps, sous le nom de Davydov, il occupe le poste du chef du Département des pays baltes au Commissariat du peuple des affaires étrangères de la RSFSR (en 1938 il sera fusillé comme ennemi du peuple).
En dirigeant l’INO encore quelques semaines, Davtian va réorganiser les structures administratives et opérationnelles de l’INO, réassigner les personnels et faire adopter les nouveaux documents secrets normatifs donnant une nouvelle base juridique bolchevique aux activités dites « d’espionnage politique » en RFSFR.
Après le départ de Davtian du poste du chef de l’INO, encore deux personnes vont se succéder restant quelques mois chacune.
Les tâches de l’INO ne sont pas celles d’un service d’espionnage. Le Département étranger (INO) de la Tchéka a pour mission le renforcement de l’activité de renseignement hors des frontières du pays, principalement visant l’émigration russe qui comploterait de l'étranger contre le nouveau pouvoir bolchevik et voudrait la restauration monarchique, ainsi que contre « l’impérialisme mondial » qui voudrait asphyxier la Russie communiste. L’INO commence alors à mettre en place dans certains pays étrangers les premiers réseaux de renseignement organisés professionnellement. Il joue également le rôle de la police secrète politique contre ses propres membres.
Assez longtemps l’INO reste une petite structure sans importance, plutôt technique. En 1920 il compte une trentaine de personnes parmi ses personnels. L’année suivante ses effectifs sont doublés, principalement pour renforcer la présence opérationnelle dans les premières antennes à l’étranger. Mais à l’époque où les effectifs de l’administration centrale de la Vé-Tché-Ka (Gué-Pé-Ou) excèdent les 2 200 personnes, ce sont quelque 70 officiers qui font leur service à l’INO.

### De février 1922 à novembre 1923
Le 6 février 1922, le Département étranger (INO) est placé sous l’autorité de la Direction politique d’État (Gué-Pé-Ou)  - une nouvelle structure administrative qui remplace la Tcheka au sein du NKVD de la RSFSR.
Celui qui va diriger l’INO assez longtemps - de mai 1922 à octobre 1929 - est Mikhaïl Trillisser (en 1938, lui aussi, sera fusillé comme ennemi du peuple).

### De novembre 1923 à juin 1934
Le 2 novembre 1922, le Département étranger (INO) est placé sous l’autorité de la Direction générale politique d’État (O-Gué-Pé-Ou) près le Soviet des commissaires du peuple (SNK) – gouvernement de l’URSS.
À partir de 1926 le chef de l’INO est le Directeur général adjoint de l’O-Gué-Pé-Ou.

### De juin 1934 à décembre 1936
Le 10 juillet, le Département étranger (INO) est placé sous l’autorité de la Direction générale de la sécurité d’État (GUGB) du NKVD de l’URSS.
Le chef de l’INO pendant cette période Arthur Frautchi (dit Artousov) remplit également les responsabilités du chef adjoint de la Direction des renseignements de l’Armée rouge - de l’espionnage soviétique militaire).
En 1936-1939, à l’époque des grandes purges, 7 personnes vont se succéder à la tête de l’espionnage politique extérieur soviétique. Seulement deux parmi elles vont mourir d’une mort naturelle, les 5 autres seront fusillées ou empoisonnées, immédiatement ou après une détention plus ou moins longue.

### De décembre 1936 à juillet 1938
Le 25 décembre 1936, le Département étranger (INO) est baptisé le 7e Département de la Direction générale de la sécurité d’État (GUGB) du NKVD de l’URSS.

### De juin à septembre 1938
Le 9 juin 1938, la Direction générale de la sécurité d’État (GUGB) est rebaptisée la Première direction et son ancien 7e Département devient le 5e Département de la Première direction du NKVD de l’URSS.

### De septembre 1938 à février 1941
Le 29 septembre 1938, la Première direction redevient la Direction générale de la sécurité d’État (GUGB) mais le 5e Département ne change plus de numéro en devenant le 5e Département de la Direction générale de la sécurité d’État (GUGB) du NKVD de l’URSS.
En 1939 pratiquement tout le personnel opérationnel et/ou dirigeant du 5e Département de la GUGB du NKVD de l’URSS est fusillé, sinon arrêté. Pour remplacer d’urgence le personnel manquant, on va créer l’École à destination spéciale (en russe : Школа особого назначения qui par la suite deviendra l’École no 101, puis l’Institut du KGB décoré du Drapeau rouge et enfin l’Académie des renseignements extérieurs du SVR actuel).
Une seule personne ne va jamais être arrêtée à cette époque trouble c’est Pavel Fitine qui dirigera l’espionnage politique soviétique de 1939 à 1946 et qui, à son tour, sera seulement limogé, mais réussira à rester en vie et à devenir après 1951 un petit fonctionnaire civil sans histoires.

### De février à juillet 1941
Le 26 février 1941, la Direction générale de la sécurité d’État (GUGB)  du NKVD de l’URSS donne naissance au nouveau Commissariat du peuple de la sécurité d’État (NKGB) de l’URSS et son ancien 5e Département devient la Première direction chargée de l’espionnage politique extérieur.

### De juillet 1941 à avril 1943
Le 31 juillet 1941, les unités tchékistes du Commissariat du peuple de la sécurité d’État (NKGB) réintègrent le NKVD de l’URSS. L’ancienne Première direction du NKGB prend sa place au sein du NKVD comme première direction chargée de l’espionnage politique extérieur.

### D’avril 1943 à mai 1946
Le 14 avril 1943, les directions de sécurité d’État du NKVD de l’URSS retrouvent leur autonomie administrative et redeviennent un organisme à part - le Commissariat du peuple de la sécurité d’État (NKGB) de l’URSS avec la Première direction chargée de l’espionnage politique extérieur.

### De mars (ou mai) 1946 à mai 1947
Le 4 mai (ou mars) 1946 sur la base de l’ancien Commissariat du peuple de la sécurité d’État (NKGB) de l’URSS  est créé le nouveau Ministère de la sécurité d’État (MGB) de l’URSS et l’espionnage politique passe à sa première direction générale (Pé-Gué-Ou) (ou à sa première direction tout court, selon d’autres sources).

### De mai 1947 à février 1949
Le 30 mai 1947, l’espionnage extérieur politique (Pé-Gué-Ou du MGB de l’URSS) et l’espionnage extérieur militaire (direction générale des renseignements, ou GRU, de l’État-major des Forces armées de l’URSS) sont réunis au sein du Comité no 4 (comité d’information ou KI) auprès du Conseil des ministres de l’URSS.
En décembre 1948 l’espionnage extérieur militaire est séparé du Comité d’information près le Conseil des ministres de l’URSS et réintègre l’État-major des forces armées de l’URSS. Vers la même époque, les fonctions de contre-espionnage extérieur (conseillers auprès des services de sécurité des « démocraties populaires », espionnage des Soviétiques émigrés, sécurité des citoyens soviétiques en poste à l'étranger) sont restituées au MGB.

### De février 1949 à novembre 1951
En février 1949 le Comité d’information quitte la tutelle du Conseil des ministres de l’URSS et se voit placé sous la tutelle du Ministère des affaires étrangères (MID) de l’URSS.

### De novembre 1951 à mars 1953
Le 2 novembre 1951, les unités de l’espionnage politique extérieur quittent administrativement le Comité d’information près le Ministère des affaires étrangères de l’URSS et redeviennent la première direction générale (Pé-Gué-Ou) du ministère de la Sécurité d’État (MGB) de l’URSS.
Par la même occasion, le Comité d’information (KI) du MID de l’URSS cesse d’être un service d’espionnage. Parfois surnommé « petit » KI (« small » KI) par les historiens, sa principale fonction est l'analyse du renseignement et il conserve un petit service de désinformation. Par la suite, en 1958, est rebaptisé la Direction de l’information politique extérieure du MID de l’URSS, et l'année suivante ses fonctions de désinformation sont passées à la première direction générale du KGB pour être centralisées dans son département D. 

### De mars 1953 à mars 1954
Lors de la courte période transitoire après la mort de Staline à partir du 5 mars 1953, l’espionnage politique tchékiste provisoirement devient la deuxième direction générale (Vé-Gué-Ou) du nouveau super ministère de l’intérieur de l’URSS agrandi par la fusion des MVD et MGB anciens.

### De mars 1954 à juillet 1978
Le 13 mars 1954, sur la base de toutes les unités opérationnelles et techniques tchékistes du MVD a été créé un organisme administratif à part - le Comité de sécurité d’État (le fameux KGB) auprès du Conseil des ministres de l’URSS.
L’ancien premier adjoint du ministre de l’intérieur (MVD) de l’URSS, le général-colonel Ivan Sérov devient le premier président de la corporation professionnelle tchékiste placée sous le strict contrôle idéologique du Comité central du PCUS dirigé par son nouveau premier secrétaire Nikita Khrouchtchev.
Par l'ordre du 18 mars 1954 du président du KGB nouvellement créé, l’espionnage extérieur politique devient la Première direction générale (Pé-Gué-Ou) du KGB près le Conseil des ministres de l’URSS au sein de laquelle il va rester pendant 37,5 ans jusqu’en octobre 1991.
Le premier chef de la Pé-Gué-Ou est Alexandre Panuchkine - un des hauts dirigeants de la Vé-Gué-Ou du MVD, qui s’est fait remarquer par la plus haute hiérarchie du Kremlin encore dans la période des grands nettoyages de 1938-1939 où il avait dirigé le troisième département spécial de la Direction générale de la sécurité d’État (GUGB) du NKVD de l’URSS chargé des opérations secrètes, dont les  filatures et arrestations des « ennemis du peuple ». Ensuite il a été le Rézidiente et ambassadeur en Chine et aux États-Unis à l’époque où la diplomatie et l’espionnage soviétiques ne faisaient qu’un. Après la Seconde Guerre mondiale Panuchkine était déjà un des grands patrons de l’espionnage extérieur soviétique qui s’appelait le Comité d’information (près le Conseil des ministres et ensuite près le Ministère des affaires étrangères de l’URSS).
Alexandre Panuchkine n’est resté à la tête de la Pé-Gué-Ou qu’une année. Lorsqu'il est devenu haut fonctionnaire dans l’appareil du Comité central du Parti communiste, c’était son premier adjoint, un autre espion professionnel, le général Alexandre Sakharovskiy qui a été d’abord pendant un an chef par intérim puis, en 1956, prend définitivement la direction de l’espionnage politique. Sakharovsky va rester 16 ans en tout à la tête de la Pé-Gué-Ou du KGB,.

### De juillet 1978 à octobre 1991
Devenu plus puissant sous l’impulsion de Youri Andropov, ancien haut fonctionnaire du Parti, devenu président du KGB en 1968, celui-ci change radicalement de statut le 5 juillet 1978. Il est libéré de la tutelle du Conseil des ministres de l’URSS et devient le KGB de l’URSS – espèce de super ministère indépendant. Son Président est membre de droit du Politburo du Comité central du PCUS.
Le statut de l’espionnage politique s'affirme au sein de la Première direction générale (Pé-Gué-Ou) du KGB de l’URSS. Son chef depuis 1974, Vladimir Krioutchkov, devient en novembre 1978 l’adjoint du Président du KGB de l’URSS. Krioutchkov est resté à la tête de la Pé-Gué-Ou pendant quatorze années avant de devenir en 1988 Président du KGB et membre du Politburo ayant appartenu[pas clair] à son ancien patron Youri Andropov,
Vladimir Krioutchkov est une pâle et fidèle ombre d’Andropov, ne voulant pas de concurrents et espérant mettre fin à l’influence corporatiste des anciens espions émérites de la guerre froide. En quittant la direction de Première direction générale (Pé-Gué-Ou) du KGB de l’URSS il avait le rang militaire de général d’armée. Il hésite pendant une année avant de designer son remplaçant à Iassénévo : Léonid Chebarchine, à l’époque, simple général-major. Krioutchkov estime que le nouveau patron de l’espionnage du KGB sera à sa botte car il n’a pas assez de carrure pour lui faire de l’ombre, qu'il doit tout à son bienfaiteur et qu'il n’a aucune maîtrise des intrigues du Kremlin,
Les jours de l’Union soviétique sont déjà comptés, et avec elle, ceux du KGB et de son espionnage politique. À la suite du Putsch de Moscou d’août 1991, coup d'État manqué à la fin de la pérestroïka, le renseignement extérieur (espionnage politique) de l'Union soviétique cesse d’être une entité administrative du KGB.

### D’octobre à décembre 1991
Un homme de l’extérieur, Vadim Bakatine est nommé à la tête du KGB par le président de l’URSS Mikhaïl Gorbatchev. Il reçoit un seul but : casser définitivement la machine monstrueuse tchékiste.
Le liquidateur du KGB propose Ievgueni Primakov, un civil, académicien arabisant, président de la chambre haute du parlement de l’URSS et candidat comme membre du Politburo
à la tête de la Pé-Gué-Ou afin de casser également la corporation fermée des espions.
Le 24 octobre 1991, la Pé-Gué-Ou est administrativement séparée du KGB. Cet organisme autonome est baptisé le Service central de renseignement de l'URSS.
Par la loi de l’URSS du 3 décembre 1991, le Service central de renseignement de l'URSS est rebaptisé le Service inter républicain des renseignements.

### De décembre 1991 à la période actuelle

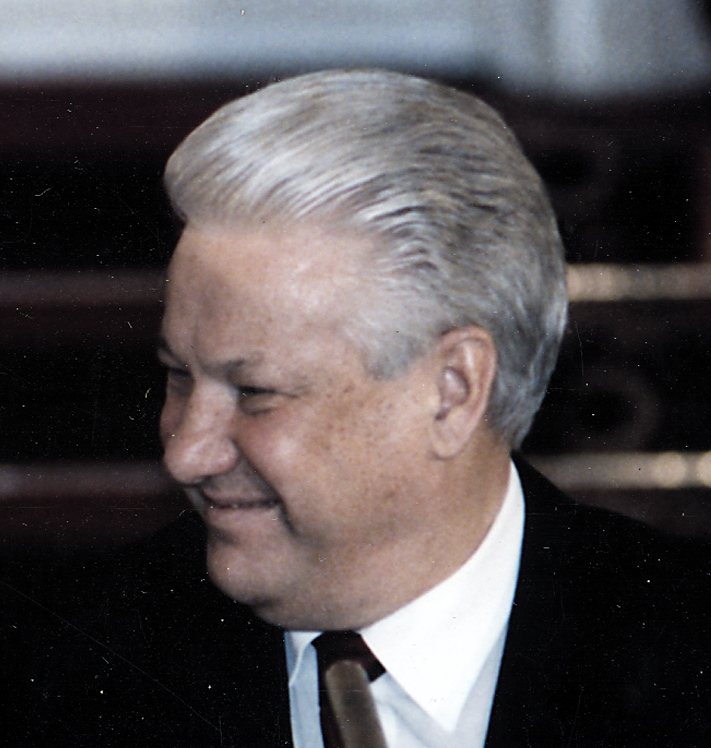
Boris Eltsine, premier président de la fédération de Russie post soviétique et fondateur du SVR actuel.

Boris Eltsine, Stanislaw Chouchkievitch et Leonid Kravtchouk, présidents des républiques de Russie, de Biélorussie et d’Ukraine, se réunissent près de Minsk. Actant que le temps de l’Union des républiques socialistes soviétiques (URSS) est terminé, ils dénoncent le traité de l’Union datant de 1921 et donnent naissance à la Communauté des États indépendants (CEI).
À la suite de la dissolution de l’URSS, le président de la RSFSR Boris Eltsine par son Oukase no 293 du 18 décembre 1991 crée officiellement le Service des renseignements extérieurs de la République socialiste fédérative soviétique de Russie (RSFSR).
Par son Oukase no 316 du 26 décembre 1991 Boris Eltsine nomme Yevguéniy Primakov comme le premier directeur du SVR post-soviétique qui en espace d'une semaine devait présenter au président des propositions de statuts du service nouvellement créé, sa structure et ses effectifs.
Par l’oukase no 15 du 13 janvier 1992 a été nommée la première équipe dirigeante du SVR nouvellement créé qui se composait d’un premier adjoint du directeur et de cinq adjoints.
Selon la ligne officielle du SVR actuel, le 18 décembre 1991 Boris Eltsine n'a pas créé un nouveau service spécial de la RSFSR. Le Service central de renseignement de l'URSS a été rebaptisé en SVR de Russie.
Le SVR de la RSFSR a été ensuite réorganisé et renommé à plusieurs reprises : en juillet 1992 en Service des renseignements extérieurs de la fédération de Russie, le 30 septembre 1992 – en Service fédéral des renseignements extérieurs de Russie, le 7 octobre 1992 – en SVR auprès du Président de Russie, et ensuite en Service des renseignements extérieurs de la fédération de Russie (service fédéral) sous sa forme actuelle.

## Idéologie
L’espionnage extérieur politique soviétique et russe est profondément idéologique et extrêmement corporatiste, dont l’idéologie fondatrice est le tchéquisme bolchevik. Il rend un hommage particulier à Félix Dzerjinski  – son père créateur et idéologue initial.
La fameuse Tchéka (du russe « Commission Extraordinaire ») et ces successeurs staliniens Guépéou-NKVD-MGB sont accusés de crimes contre les millions de citoyens soviétiques et étrangers.
Le SVR russe actuel proclame avec fierté et d’une manière parfaitement officielle son hérédité directe et immuable des services spéciaux communistes, dont le KGB).
Le président Vladimir Poutine a considéré que le SVR russe était l’un des services secrets les plus efficaces au monde et il s’est enorgueilli d’avoir associé une partie de sa vie au KGB. « Le SVR, tout comme son prédécesseur le service de renseignement soviétique, est l’un des services secrets les plus performants au monde. Il est respecté par ses amis et aussi ses ennemis », a-t-il dit dans l’allocution qu’il a prononcée à l’assemblée solennelle consacrée au 85e anniversaire du SVR  le 20.12.2005 au QG de Iassénévo. Vladimir Poutine a estimé qu’un grand mérite revient aux générations précédentes des éléments opérationnels de renseignement et aux vétérans d’aujourd’hui.
« Je voudrais leur adresser des paroles de reconnaissance, les saluer chaleureusement et leur souhaiter bonne santé et vigueur morale », a dit Vladimir Poutine. « Je suis fier qu’une partie de ma vie ait été liée au renseignement, aux gens remarquables, aux véritables professionnels qui travaillent dans ce département ». Le président a relevé que depuis la création du service étranger de la Vé-Tché-Ka (Commission extraordinaire panrusse) ses employés ont invariablement et honorablement œuvré à la consolidation du pays, au renforcement de sa sécurité et de sa puissance. En prononçant ces paroles, M. Poutine a pu heurter les opposants au régime officiel de l'URSS qui ont été victimes autrefois.

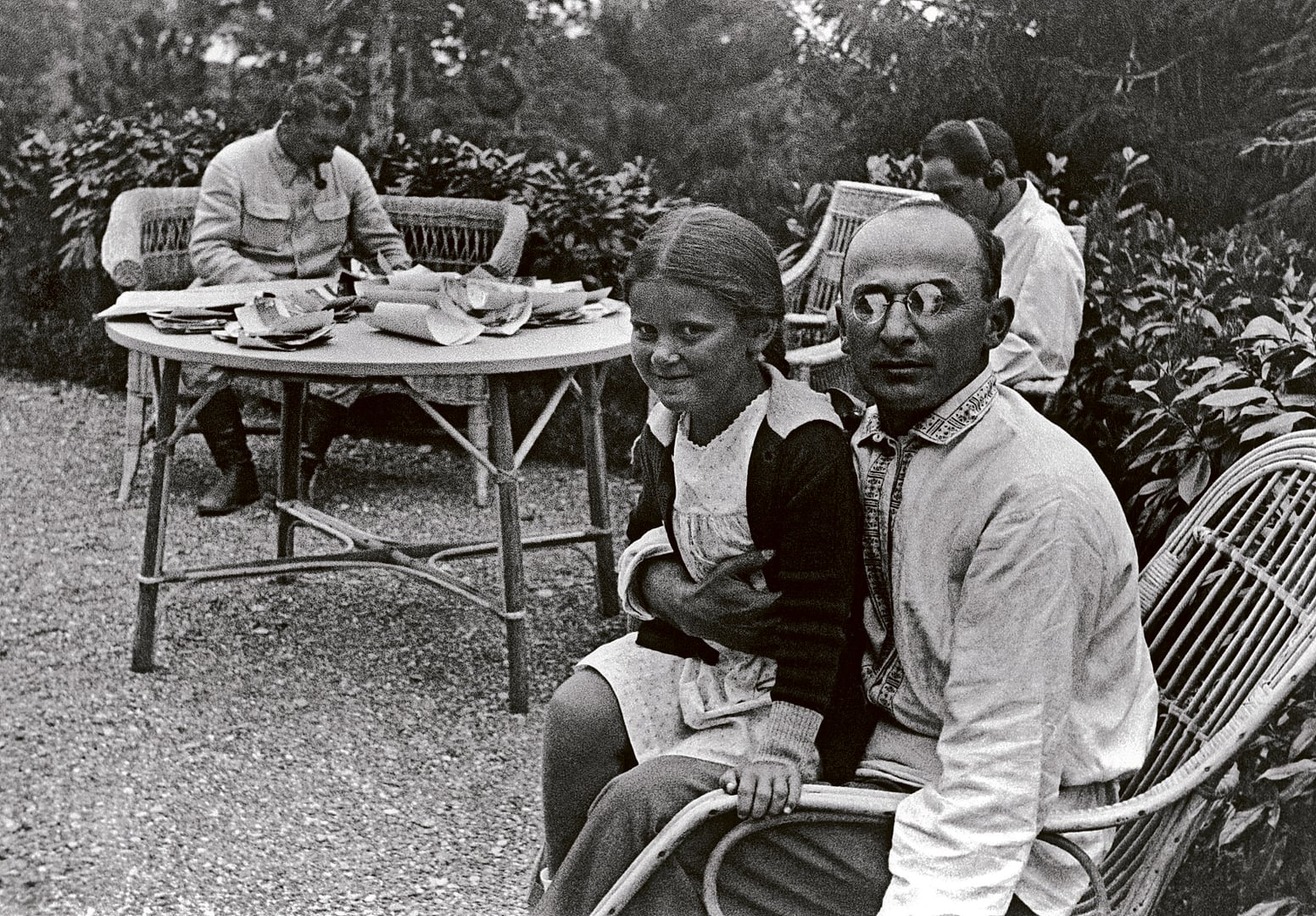
Beria avec Staline et la fille de celui-ci, Svetlana

Les dirigeants actuels russes tentent de passer l'activité d'espionnage politique soviétique, somme toute, pour une simple tâche administrativement technique en occultant son caractère hautement idéologique d'autrefois. La vérité historique, qui est souvent oubliée dans la Russie d'aujourd'hui, est que le service de renseignement extérieur soviétique était considéré comme « le bras armé du Parti communiste de l'URSS et le détachement militaire d'avant-garde de la lutte mondiale du PCUS contre l'impérialisme international jusqu’à la victoire universelle du communisme ».
Il est donc assez compréhensible de noter que ces déclarations ne se font plus dans un sens idéologique, puisque l'idéologie du communisme international est pratiquement morte et que la Russie d'aujourd'hui semblerait lui avoir tourné le dos ; mais il serait kafkaïen de se réclamer de l’héritage bolchevik. Il est évident que si la fédération de Russie ne pourrait se passer d'un service d'espionnage, encore faut-il lui donner un nouveau départ. Mais se positionner officiellement comme l'héritier de la Tchéka et accrocher les portraits de Félix Dzerjinski  sur les murs des bureaux du Service des renseignements extérieurs de la fédération de Russie peut difficilement être considéré comme une rupture idéologique avec le passé controversé de Tchéka-Guépéou-NKVD-MGB-KGB.
À la suite du Putsch de Moscou d’août 1991, coup d'État manqué à la fin de la pérestroïka en URSS, le renseignement extérieur (espionnage) politique de l'Union soviétique cesse d’être une constituante administrative du KGB.
Un homme de l’extérieur, Vadim Bakatine est nommé à la tête du KGB par le président de l’URSS Mikhaïl Gorbatchev dans un seul et unique but – casser définitivement la machine monstrueuse tchékiste en la faisant éclater en morceaux. Le liquidateur du KGB propose un civil, académicien arabisant, président de la chambre haute du parlement de l’URSS et candidat aux membres du Politburo Ievgueni Primakov à la tête de la Première direction générale du KGB afin de casser à son tour la corporation fermée des espions.
Contrairement aux ordres reçus de Gorbatchev, le nouveau directeur civil du SVR non seulement ne casse pas la corporation tchékiste de l’espionnage, mais la préserve autant que possible, la renforce et lui donne une impulsion qu’elle n’a pas connue depuis le bon vieux temps de Youri Andropov.

#### En français
- Christopher Andrew, Oleg Gordievsky, Le KGB dans le monde, 1917-1990 (KGB: The Inside Story), Fayard, 1990.  (ISBN 2213026009)
- Christopher Andrew, Vassili Mitrokhine, Le KGB contre l'Ouest : 1917-1991, Fayard, 2000,  (ISBN 2213607443)
- John Barron, Enquête sur le KGB, Fayard, 1984
- Hélène Blanc, KGB Connexion : Le système Poutine, Hors Commerce, 2004  (ISBN 2915286159)
- Brian Freemantle, Le KGB, 1986  (ISBN 2259014348)
- Jean-Louis Loubet del Bayle, Police et politique. Une approche sociologique, L'Harmattan, 2006.
- Roumiana Ougartchinska, KGB & Cie à l'assaut de l'Europe, Éditions Anne Carrére, 2005  (ISBN 2843372887)
- Nadine Marie-Schwartzenberg, Le KGB, PUF, Que sais-je ? no 2757, 1993
- Ronald Seth, SMERSH, Stock, 1970
- Thierry Wolton, Le KGB en France, Éditions Grasset, 1986
- Kim Philby, Ma guerre silencieuse, Éditions Robert Laffont, 1968. Les mémoires du célèbre agent double (MI6-KGB).

#### En anglais
- Christopher Andrew, Oleg Gordievsky, Instructions from the Centre: Top Secret Files on KGB Foreign Operations, 1975-85, Hodder & Stoughton, 1991  (ISBN 0-340-56650-7)
- Christopher Andrew, Oleg Gordievsky, More Instructions from the Centre: Top Secret Files on KGB Foreign Operations, 1975-85, Frank Cass Publishers, 1992  (ISBN 0-7146-3475-1)
- Oleg Gordievsky, Next Stop Execution (autobiographie), Londres, Macmillan, 1995  (ISBN 0-333-62086-0)
- Jakob Andersen, Oleg Gordievsky, De Røde Spioner - KGB's operationer i Danmark fra Stalin til Jeltsin, fra Stauning til Nyrup, Copenhagen, Høst & Søn, 2002.  (ISBN 8-7142-9856-2)

#### En russe
- Le recueil  Les Essais sur l’histoire du renseignement extérieur russe en 6 volumes,  (ISBN 5-7133-0859-6) (общ.),  (ISBN 5-7133-1000-0) (т.1-6), Éditions "Relations internationales".
- Алексушин Г. В. "История правоохранительных органов", Самара, Издательство АНО « ИА ВВС » и АНО « Ретроспектива », 2005.
- Рыбников В. В., Алексушин Г. В. "История правоохранительных органов Отечества. Учебное пособие для вузов", М., Издательство « Щит-М », 2007,  (ISBN 978-5-93004-254-2)
- Север А., "История КГБ", М., издательство "Алгоритм", 2008, 336 pages, série "Щит и меч. К 90-летию ВЧК",  (ISBN 978-5-9265-0545-7)
- Север А., "Спецназ КГБ. Гриф секретности снят!", M., издательство "Яуза Эксмо", 2008, 800 pages,  (ISBN 978-5-699-30397-7)
- А. Н. Яковлев, "Лубянка. Органы ВЧК-ОГПУ-НКГБ-МГБ-МВД-КГБ. 1917 — 1991", Справочник. М., 2003

#### En allemand
- Friedrich-Wilhelm Schlomann, Die heutige Spionage Rußland,  (ISBN 3-88795-191-3), 2000